# Miguel Relvas
Miguel Fernando Cassola de Miranda Relvas (Lisboa, 5 de setembro de 1961) é um político português e antigo governante do Partido Social Democrata. Foi deputado durante mais de 20 anos, desempenhou funções de Secretário de Estado da Administração Local durante o XV Governo Constitucional de Portugal e de Ministro Adjunto e dos Assuntos Parlamentares durante o XIX Governo Constitucional de Portugal.

## Biografia
Nascido em Lisboa, viveu em Angola até aos 10 anos, altura em que voltou para Portugal para viver como interno no Colégio Nun'Álvares, em Tomar.
É licenciado em Ciência Política e Relações Internacionais pela Universidade Lusófona. É casado e tem 3 filhos.

### Percurso Político e Profissional
Com 19 anos filiou-se na Juventude Social Democrata, no seguimento do desaparecimento de Francisco Sá Caneiro. Nesta organização integrou o grupo de Carlos Coelho, Pedro Pinto e Pedro Passos Coelho. Com 26 anos, em 1987, foi eleito Secretário-Geral da JSD, cargo que desempenhou até 1989. Entre 1990 e 1992 foi 1º Vice-Presidente da liderança de Pedro Passos Coelho.
Foi eleito pela primeira vez Deputado à Assembleia da República em novembro de 1985, com a primeira vitória do PSD por maioria relativa, sob a liderança de Aníbal Cavaco Silva.
Já no Partido Social Democrata, foi presidente da Distrital do PSD de Santarém entre 1995 e 2002, e integrou a Comissão Política Nacional na qual foi por duas vezes Secretário-Geral, em 2004 e em 2010. Entre 2006 e 2008 desempenhou também as funções de Vice-Presidente do Instituto Sá Carneiro. Miguel Relvas foi eleito deputado em sete legislaturas consecutivas, da IV à X legislatura e posteriormente na XII Legislatura.
Na Assembleia da República desempenhou diversos cargos ao longo de um percurso de quase 26 anos enquanto Deputado. Foi membro das Comissões Parlamentares de Administração e Ordenamento do Território, Poder Local e Ambiente, da Defesa Nacional, da Juventude, das Obras Públicas, e dos Transportes e Comunicações. Teve também a oportunidade de presidir à Comissão Parlamentar de Obras Públicas, Transportes e Comunicações na X Legislatura.
Ao longo dos anos manteve a ligação a Tomar, onde foi eleito e desempenhou as funções de Presidente da Assembleia Municipal, de 1997 a 2009. Em 2001 foi também Presidente da Região de Turismo dos Templários e diretor da revista "Templários - Turismo", cargos que desempenhou até 2002.

### No Governo
É com Durão Barroso, no XV Governo Constitucional, que Miguel Relvas assume pela primeira vez uma posição no governo, ao ser nomeado como Secretário de Estado da Administração Local, pasta integrada no Ministério do Ambiente e do Ordenamento do Território, inicialmente liderado por Isaltino Morais e depois por Amílcar Theias.
Em 2011, no XIX Governo Constitucional, liderado por Pedro Passos Coelho, é nomeado Ministro Adjunto e dos Assuntos Parlamentares, onde entre outras pastas foi responsável pela implementação da Reforma Administrativa ("Lei Relvas"). Miguel Relvas pediu a demissão em 4 de abril de 2013, a seu pedido e para surpresa dos membros do Governo.
Após a sua saída do Governo, Miguel Relva e Paulo Júlio. que foi seu Secretário de Estado da Administração Local, escreveram o livro O Outro Lado da Governação, sobre a Reforma da Administração Local implementada pelo XIX Governo.

### Vida empresarial
A par da sua carreira política manteve atividade profissional ativa enquanto consultor de empresas como a Euromedics, a GIBB – Portugal, a Sociedade Barrocas, Sarmento e Neves, e a Roff.
Fora da política ativa desde 2013, reforça a sua posição no mundo empresarial, com especial enfoque no Brasil, América Latina e Índia. Assume a posição de Senior Adviser na Roland Berger e tem vindo a ser presença assídua na imprensa portuguesa, nomeadamente comentador da CNN Portugal.

## Controvérsias

### Exclusão das listas de Deputados
Em agosto de 2009 Manuela Ferreira Leite retirou das listas a deputados os seus potenciais opositores, ao rejeitar as candidaturas de Pedro Passos Coelho pelo círculo de Vila Real e do seu principal apoiante nas eleições internas, Miguel Relvas, pelo círculo Santarém (de onde Miguel Relvas e' originário e pelo qual tinha sido deputado nas últimas sete legislaturas). Em vez deste a lista de Vila Real foi encabeçada por Montalvão Machado. Por outro lado, a então líder recuperou o nome de Pacheco Pereira para Santarém, conotado com a ala oposta a de Passos Coelho no PSD.

### Maçonaria
Integrou como membro a Maçonaria através da Loja Universalis do Grande Oriente Lusitano, da qual se terá afastado.

### Caso Lusófona
A Universidade Lusófona esteve envolvida num escândalo ao terem sido identificados numa inspeção do Ministério da Educação 398 casos que levantaram questões sobre a atribuição do grau de licenciatura, nos quais se incluía a atribuição deste grau académico a Miguel Relvas. O então ministro adjunto e dos Assuntos Parlamentares terá obtido uma licenciatura por processo de equivalência ao abrigo do processo de Bolonha, segundo o qual, as universidades têm autonomia para atribuir as referidas equivalências.
No seguimento da inspeção do Ministério da Educação e do respetivo relatório, o Ministério Público instaurou um processo no Tribunal Administrativo de Lisboa contra a Universidade Lusófona, por causa de eventuais ilegalidades encontradas na referida licenciatura. A inspeção foi entregue ao Ministro da Educação Nuno Crato e deu origem a um processo no Tribunal Administrativo de Lisboa. Em 29 de junho de 2016, este Tribunal considerou nulo o grau de licenciado pela Universidade Lusófona. Miguel Relvas, apesar de poder recorrer, não contestou e optou por concluir as duas disciplinas anuladas.
Em 2017, Miguel Relvas completou as duas disciplinas que o Tribunal Administrativo havia considerado irregulares, nomeadamente Direito Administrativo e Teoria das Relações Internacionais, obtendo desta forma a licenciatura.

### Outros casos
Outro caso, foi o da empresa Tecnoforma, onde na data era administrador Pedro Passos Coelho. O caso foi alvo de queixa da eurodeputada Ana Gomes ao Gabinete da Luta Anti Fraude da União Europeia (OLAF), que abriu um processo de investigação. O Departamento Central de Investigação e Ação Penal (DCIAP) também abriu inquérito devido às suspeitas dos crimes de desvio de fundos, corrupção, prevaricação e tráfico de influências. Miguel Relvas não foi constituído arguido nem acusado neste processo.
Em 2017, é o próprio Ministério Público que arquiva o processo, considerando não ter existido crime na atividade da empresa.

## Obras
- O Outro Lado da Governação - A reforma administrativa local, Porto, Porto Editora, 2015